# IVAS
IVAS, Individanpassade studier, är en utbildning i Sverige som vänder sig till elever med autism.